# Liam Payne/Diskografie
Diese Diskografie ist eine Übersicht über die musikalischen Werke des britischen Sängers Liam Payne. Den Schallplattenauszeichnungen zufolge hat er bisher mehr als 26,3 Millionen Tonträger verkauft. Seine erfolgreichste Veröffentlichung ist die Single Strip That Down mit über sechs Millionen verkauften Einheiten.

## Alben

### Studioalben
| Jahr | Titel Musiklabel          | Höchstplatzierung, Gesamtwochen, AuszeichnungChartplatzierungen (Jahr, Titel, Musiklabel, Platzierungen, Wochen, Auszeichnungen, Anmerkungen) | Höchstplatzierung, Gesamtwochen, AuszeichnungChartplatzierungen (Jahr, Titel, Musiklabel, Platzierungen, Wochen, Auszeichnungen, Anmerkungen) | Höchstplatzierung, Gesamtwochen, AuszeichnungChartplatzierungen (Jahr, Titel, Musiklabel, Platzierungen, Wochen, Auszeichnungen, Anmerkungen) | Höchstplatzierung, Gesamtwochen, AuszeichnungChartplatzierungen (Jahr, Titel, Musiklabel, Platzierungen, Wochen, Auszeichnungen, Anmerkungen) | Höchstplatzierung, Gesamtwochen, AuszeichnungChartplatzierungen (Jahr, Titel, Musiklabel, Platzierungen, Wochen, Auszeichnungen, Anmerkungen) | Anmerkungen                                                |
| Jahr | Titel Musiklabel          | DE | AT | CH | UK | US | Anmerkungen                                                |
| ---- | ------------------------- | --- | --- | --- | --- | --- | ---------------------------------------------------------- |
| 2019 | LP1 Capitol Records (UMG) | DE91 (1 Wo.)DE | — | CH100 (1 Wo.)CH | UK17 Gold · (7 Wo.)UK | US111 (1 Wo.)US | Erstveröffentlichung: 6. Dezember 2019 Verkäufe: + 197.500 |

### EPs
| Jahr | Titel Musiklabel                 | Anmerkungen                           |
| ---- | -------------------------------- | ------------------------------------- |
| 2018 | First Time Capitol Records (UMG) | Erstveröffentlichung: 24. August 2018 |

## Singles

### Als Leadmusiker
| Jahr | Titel Album                        | Höchstplatzierung, Gesamtwochen, AuszeichnungChartplatzierungen (Jahr, Titel, Album, Platzierungen, Wochen, Auszeichnungen, Anmerkungen) | Höchstplatzierung, Gesamtwochen, AuszeichnungChartplatzierungen (Jahr, Titel, Album, Platzierungen, Wochen, Auszeichnungen, Anmerkungen) | Höchstplatzierung, Gesamtwochen, AuszeichnungChartplatzierungen (Jahr, Titel, Album, Platzierungen, Wochen, Auszeichnungen, Anmerkungen) | Höchstplatzierung, Gesamtwochen, AuszeichnungChartplatzierungen (Jahr, Titel, Album, Platzierungen, Wochen, Auszeichnungen, Anmerkungen) | Höchstplatzierung, Gesamtwochen, AuszeichnungChartplatzierungen (Jahr, Titel, Album, Platzierungen, Wochen, Auszeichnungen, Anmerkungen) | Anmerkungen                                                                                     |
| Jahr | Titel Album                        | DE | AT | CH | UK | US | Anmerkungen                                                                                     |
| ---- | ---------------------------------- | --- | --- | --- | --- | --- | ----------------------------------------------------------------------------------------------- |
| 2017 | Strip That Down LP1                | DE10 Platin · (27 Wo.)DE | AT15 (24 Wo.)AT | CH30 (22 Wo.)CH | UK3 ×2Doppelplatin · (28 Wo.)UK | US10 ×3Dreifachplatin · (28 Wo.)US | Erstveröffentlichung: 18. Mai 2017 Verkäufe: + 6.106.666; feat. Quavo                           |
| 2017 | Get Low LP1 • Stay +               | DE75 (1 Wo.)DE | AT54 (1 Wo.)AT | CH54 (2 Wo.)CH | UK26 Silber · (10 Wo.)UK | US91 Gold · (1 Wo.)US | Erstveröffentlichung: 6. Juli 2017 Verkäufe: + 930.000; mit Zedd                                |
| 2017 | Bedroom Floor LP1                  | DE100 (1 Wo.)DE | AT69 (1 Wo.)AT | CH95 (1 Wo.)CH | UK21 Gold · (13 Wo.)UK | US98 (1 Wo.)US | Erstveröffentlichung: 20. Oktober 2017 Verkäufe: + 510.000                                      |
| 2018 | For You LP1 • Phoenix              | DE1 Platin · (20 Wo.)DE | AT4 Gold · (16 Wo.)AT | CH3 (23 Wo.)CH | UK8 Platin · (20 Wo.)UK | US76 (3 Wo.)US | Erstveröffentlichung: 5. Januar 2018 Verkäufe: + 1.860.000; mit Rita Ora                        |
| 2018 | Familiar LP1                       | DE50 (17 Wo.)DE | AT65 (1 Wo.)AT | CH52 (11 Wo.)CH | UK14 Platin · (19 Wo.)UK | — | Erstveröffentlichung: 20. April 2018 Verkäufe: + 830.000; feat. J Balvin                        |
| 2018 | Polaroid LP1 • Blue                | — | — | CH96 (2 Wo.)CH | UK12 Platin · (17 Wo.)UK | US— GoldUS | Erstveröffentlichung: 5. Oktober 2018 Verkäufe: + 1.545.000; mit Jonas Blue feat. Lennon Stella |
| 2019 | Stack It Up LP1                    | — | — | — | UK84 (2 Wo.)UK | — | Erstveröffentlichung: 18. September 2019 Verkäufe: + 60.000; feat. A Boogie wit da Hoodie       |
| 2019 | All I Want (For Christmas) LP1     | DE75 a (2 Wo.)DE | AT71 b (2 Wo.)AT | CH76 c (1 Wo.)CH | UK73 (1 Wo.)UK | — | Erstveröffentlichung: 25. Oktober 2019                                                          |
| 2019 | Live Forever LP1                   | — | — | — | — | — | Erstveröffentlichung: 5. Dezember 2019 feat. Cheat Codes                                        |
| 2020 | Midnight LP1 • Midnight Hour       | — | — | CH97 (1 Wo.)CH | — | — | Erstveröffentlichung: 8. April 2020 mit Alesso                                                  |
| 2020 | Naughty List LP1                   | — | — | — | UK48 (6 Wo.)UK | — | Erstveröffentlichung: 30. Oktober 2020 feat. Dixie D’Amelio                                     |
| 2021 | Sunshine Ron’s Gone Wrong (O.S.T.) | — | — | — | — | — | Erstveröffentlichung: 27. August 2021                                                           |
| 2024 | Teardrops –                        | — | — | — | UK85 (1 Wo.)UK | — | Erstveröffentlichung: 1. März 2024                                                              |

### Als Gastmusiker
| Jahr | Titel Album                  | Höchstplatzierung, Gesamtwochen, AuszeichnungChartplatzierungen (Jahr, Titel, Album, Platzierungen, Wochen, Auszeichnungen, Anmerkungen) | Höchstplatzierung, Gesamtwochen, AuszeichnungChartplatzierungen (Jahr, Titel, Album, Platzierungen, Wochen, Auszeichnungen, Anmerkungen) | Höchstplatzierung, Gesamtwochen, AuszeichnungChartplatzierungen (Jahr, Titel, Album, Platzierungen, Wochen, Auszeichnungen, Anmerkungen) | Höchstplatzierung, Gesamtwochen, AuszeichnungChartplatzierungen (Jahr, Titel, Album, Platzierungen, Wochen, Auszeichnungen, Anmerkungen) | Höchstplatzierung, Gesamtwochen, AuszeichnungChartplatzierungen (Jahr, Titel, Album, Platzierungen, Wochen, Auszeichnungen, Anmerkungen) | Anmerkungen |
| Jahr | Titel Album                  | DE | AT | CH | UK | US | Anmerkungen |
| ---- | ---------------------------- | --- | --- | --- | --- | --- | --- |
| 2017 | Bridge over Troubled Water – | — | AT32 (3 Wo.)AT | CH28 (2 Wo.)CH | UK1 Gold · (5 Wo.)UK | — | Erstveröffentlichung: 21. Juni 2017; mit Artists for Grenfell Verkäufe: + 400.000; Original: Simon & Garfunkel |

## Musikvideos
| Jahr | Titel           | Regie                            |
| ---- | --------------- | -------------------------------- |
| 2017 | Strip That Down | Emil Nava                        |
| 2017 | Get Low         | Andrew Donoho                    |
| 2017 | Bedroom Floor   | Declan Whitebloom                |
| 2018 | For You         | Hannah Lux Davis                 |
| 2018 | Familiar        | Marc Klasfeld                    |
| 2018 | First Time      | Phillip Lopez                    |
| 2018 | Polaroid        | Jay Martin                       |
| 2019 | Stack It Up     | Nathan R. Smith                  |
| 2019 | Live Forever    | Charlotte Fassler, Dani Girdwood |
| 2020 | Naughty List    | Isaac Rentz                      |
| 2021 | Sunshine        | Aya Tanimura                     |

## Autorenbeteiligungen
Liam Payne als Autor in den Charts

| Jahr | Titel Interpretation            | Höchstplatzierung, Gesamtwochen, AuszeichnungChartplatzierungen (Jahr, Titel, Interpretation, Platzierungen, Wochen, Auszeichnungen, Anmerkungen) | Höchstplatzierung, Gesamtwochen, AuszeichnungChartplatzierungen (Jahr, Titel, Interpretation, Platzierungen, Wochen, Auszeichnungen, Anmerkungen) | Höchstplatzierung, Gesamtwochen, AuszeichnungChartplatzierungen (Jahr, Titel, Interpretation, Platzierungen, Wochen, Auszeichnungen, Anmerkungen) | Höchstplatzierung, Gesamtwochen, AuszeichnungChartplatzierungen (Jahr, Titel, Interpretation, Platzierungen, Wochen, Auszeichnungen, Anmerkungen) | Höchstplatzierung, Gesamtwochen, AuszeichnungChartplatzierungen (Jahr, Titel, Interpretation, Platzierungen, Wochen, Auszeichnungen, Anmerkungen) | Anmerkungen                                                    |
| Jahr | Titel Interpretation            | DE | AT | CH | UK | US | Anmerkungen                                                    |
| --- | ------------------------------- | --- | --- | --- | --- | --- | -------------------------------------------------------------- |
| 2013 | Story of My Life One Direction  | DE21 ×3Dreifachgold · (30 Wo.)DE | AT12 (26 Wo.)AT | CH13 Gold · (25 Wo.)CH | UK2 ×2Doppelplatin · (29 Wo.)UK | US6 ×3Dreifachplatin · (32 Wo.)US | Erstveröffentlichung: 3. November 2013 Verkäufe: + 6.345.000   |
| 2014 | Midnight Memories One Direction | DE91 (1 Wo.)DE | AT22 (2 Wo.)AT | CH54 (1 Wo.)CH | UK39 Silber · (13 Wo.)UK | US12 (3 Wo.)US | Erstveröffentlichung: 9. März 2014 Verkäufe: + 265.000         |
| 2014 | Steal My Girl One Direction     | DE27 Gold · (16 Wo.)DE | AT14 (21 Wo.)AT | CH21 (16 Wo.)CH | UK3 ×2Doppelplatin · (22 Wo.)UK | US13 Gold · (18 Wo.)US | Erstveröffentlichung: 29. September 2014 Verkäufe: + 2.452.500 |
| 2014 | Night Changes One Direction     | DE79 (1 Wo.)DE | AT42 (1 Wo.)AT | CH46 (1 Wo.)CH | UK7 ×2Doppelplatin · (18 Wo.)UK | US31 Platin · (20 Wo.)US | Erstveröffentlichung: 14. November 2014 Verkäufe: + 3.130.000  |
| 2015 | History One Direction           | DE77 (1 Wo.)DE | AT17 (4 Wo.)AT | CH52 (1 Wo.)CH | UK6 ×2Doppelplatin · (36 Wo.)UK | US65 (6 Wo.)US | Erstveröffentlichung: 6. November 2015 Verkäufe: + 1.680.000   |
| Folgende Lieder erschienen nicht als Single, wurden aber durch das Album zum Download und Streaming bereitgestellt und konnten somit eine Platzierung erlangen: |                                 | | | | | |                                                                |
| |                                 | | | | | |                                                                |
| 2014 | Fool’s Gold One Direction       | — | — | — | UK74 (2 Wo.)UK | — | Charteinstieg: 22. November 2014                               |
| 2015 | End of the Day One Direction    | — | AT43 (1 Wo.)AT | — | UK73 (2 Wo.)UK | — | Charteinstieg: 13. November 2015                               |
| 2015 | Love You Goodbye One Direction  | — | AT48 (1 Wo.)AT | — | UK78 (1 Wo.)UK | — | Charteinstieg: 20. November 2015 Verkäufe: + 30.000            |
| 2015 | What a Feeling One Direction    | — | AT73 (1 Wo.)AT | — | UK90 (1 Wo.)UK | — | Charteinstieg: 20. November 2015                               |
| 2015 | A.M. One Direction              | — | — | — | UK83 (1 Wo.)UK | US94 (1 Wo.)US | Charteinstieg: 20. November 2015 Verkäufe: + 30.000            |
| Promo-Singles |                                 | | | | | |                                                                |
| |                                 | | | | | |                                                                |
| 2013 | Diana One Direction             | — | AT21 (1 Wo.)AT | — | UK58 (1 Wo.)UK | US11 (1 Wo.)US | Erstveröffentlichung: 13. November 2013                        |
| 2014 | Ready to Run One Direction      | — | AT59 (2 Wo.)AT | — | UK44 (2 Wo.)UK | US77 (1 Wo.)US | Erstveröffentlichung: 7. November 2014                         |
| 2015 | Home One Direction              | — | AT45 (2 Wo.)AT | — | UK96 (1 Wo.)UK | US74 (2 Wo.)US | Erstveröffentlichung: 21. Oktober 2015                         |

## Promoveröffentlichungen
| Jahr | Titel Album                                          | Anmerkungen                                                                                       |
| ---- | ---------------------------------------------------- | ------------------------------------------------------------------------------------------------- |
| 2018 | Anywhere / Your Song / For You (Live at the BRITs) – | Erstveröffentlichung: 21. Februar 2018 Rita Ora feat. Liam Payne                                  |
| 2018 | First Time                                           | Erstveröffentlichung: August 2018 feat. French Montana                                            |
| 2019 | Let It Snow! Let It Snow! Let It Snow! –             | Erstveröffentlichung: 22. November 2019 Teil der „Spotify-Singles“-Reihe; Original: Vaughn Monroe |

## Sonderveröffentlichungen
| Jahr | Titel Album            | Anmerkungen                                                                        |
| ---- | ---------------------- | ---------------------------------------------------------------------------------- |
| 2017 | Get Low Stay +         | Erstveröffentlichung: 27. Dezember 2017 Liam Payne & Zedd                          |
| 2018 | Polaroid Blue          | Erstveröffentlichung: 9. November 2018 Jonas Blue & Liam Payne feat. Lennon Stella |
| 2018 | For You Phoenix        | Erstveröffentlichung: 23. November 2018 Rita Ora & Liam Payne                      |
| 2020 | Midnight Midnight Hour | Erstveröffentlichung: 9. Oktober 2020 Alesso & Liam Payne                          |

| Jahr | Titel Soundtrack                             | Anmerkungen                                        |
| ---- | -------------------------------------------- | -------------------------------------------------- |
| 2018 | For You Fifty Shades of Grey – Befreite Lust | Erstveröffentlichung: 9. Februar 2018 mit Rita Ora |
| 2021 | Sunshine Ron läuft schief                    | Erstveröffentlichung: 15. Oktober 2021             |

## Statistik

### Chartauswertung
|                     | DE    | AT    | CH    | UK    | US    |
| ------------------- | ----- | ----- | ----- | ----- | ----- |
| Nummer-eins-Alben   | DE—DE | AT—AT | CH—CH | UK—UK | US—US |
| Top-10-Alben        | DE—DE | AT—AT | CH—CH | UK—UK | US—US |
| Alben in den Charts | DE1DE | AT—AT | CH1CH | UK1UK | US1US |

|                       | DE    | AT    | CH    | UK     | US    |
| --------------------- | ----- | ----- | ----- | ------ | ----- |
| Nummer-eins-Singles   | DE1DE | AT—AT | CH—CH | UK1UK  | US—US |
| Top-10-Singles        | DE2DE | AT1AT | CH1CH | UK3UK  | US1US |
| Singles in den Charts | DE6DE | AT7AT | CH9CH | UK11UK | US4US |

### Auszeichnungen für Musikverkäufe
| Goldene Schallplatte - Australien - 2018: für die Single Bedroom Floor - 2020: für die Autorenbeteiligung Midnight Memories (One Direction) - Belgien - 2017: für die Single Strip That Down - 2018: für die Single For You - Brasilien - 2024: für die Single Stack It Up - 2024: für die Single Bedroom Floor - 2024: für die Single Get Low - Dänemark - 2019: für die Autorenbeteiligung History (One Direction) - 2021: für die Single Polaroid - Frankreich - 2017: für die Single Strip That Down - 2018: für die Single For You - Italien - 2014: für die Autorenbeteiligung Steal My Girl (One Direction) - 2016: für die Autorenbeteiligung History (One Direction) - 2019: für die Single Polaroid - Japan - 2024: für das Streaming Story of My Life (One Direction) - Kanada - 2017: für die Autorenbeteiligung History (One Direction) - 2018: für die Single Bedroom Floor - 2020: für die Single Midnight - 2023: für die Single Stack It Up - Mexiko - 2017: für die Autorenbeteiligung History (One Direction) - 2018: für die Single Get Low - 2018: für die Single Familiar - 2020: für die Autorenbeteiligung Midnight Memories (One Direction) - Neuseeland - 2014: für die Autorenbeteiligung Steal My Girl (One Direction) - 2019: für die Single Get Low - 2019: für die Single Bedroom Floor - 2024: für das Album LP1 - Polen - 2021: für die Single Polaroid - 2022: für die Autorenbeteiligung History (One Direction) - 2023: für das Album LP1 - 2024: für die Single Strip That Down - Portugal - 2018: für die Single For You - Schweden - 2015: für die Autorenbeteiligung Story of My Life (One Direction) - 2018: für die Single For You - 2019: für die Single Polaroid - Spanien - 2014: für das Streaming Story of My Life (One Direction) - 2024: für die Single For You - 2024: für die Single Strip That Down - 2024: für die Autorenbeteiligung Steal My Girl (One Direction) - 2024: für die Autorenbeteiligung History (One Direction) - 2024: für die Single Familiar - 2024: für die Single Polaroid | Platin-Schallplatte - Australien - 2023: für die Single Polaroid - 2025: für die Single Get Low - Brasilien - 2023: für die Single Midnight - 2024: für die Single Familiar - Dänemark - 2014: für das Streaming Story of My Life (One Direction) - 2018: für die Single Strip That Down - 2022: für die Autorenbeteiligung Night Changes (One Direction) - 2023: für die Autorenbeteiligung Steal My Girl (One Direction) - 2024: für die Single For You - Griechenland - 2024: für die Single Night Changes - 2024: für die Single Story of My Life - Italien - 2014: für die Autorenbeteiligung Story of My Life (One Direction) - 2017: für die Single Strip That Down - 2019: für die Single For You - 2023: für die Autorenbeteiligung Night Changes (One Direction) - Japan - 2014: für die Autorenbeteiligung Story of My Life (Digital, One Direction) - Kanada - 2015: für die Autorenbeteiligung Steal My Girl (One Direction) - 2017: für die Autorenbeteiligung Night Changes (One Direction) - 2018: für die Single Familiar - 2019: für die Single Get Low - 2021: für die Single Polaroid - 2021: für die Single For You - 2023: für das Album LP1 - Mexiko - 2019: für die Single History - 2020: für die Autorenbeteiligung Night Changes (One Direction) - Neuseeland - 2016: für die Autorenbeteiligung History (One Direction) - 2021: für die Single For You - Norwegen - 2020: für die Single For You - Philippinen - 2017: für die Single Get Low - Polen - 2021: für die Single Familiar - Portugal - 2020: für die Single Polaroid - 2022: für die Single Strip That Down - Schweden - 2017: für die Single Strip That Down - Spanien - 2024: für die Autorenbeteiligung Night Changes (One Direction) | 3× Goldene Schallplatte - Mexiko - 2016: für die Autorenbeteiligung Story of My Life (One Direction) 2× Platin-Schallplatte - Australien - 2020: für die Autorenbeteiligung History (One Direction) - 2021: für die Single For You - Dänemark - 2023: für die Autorenbeteiligung Story of My Life (One Direction) - Irland - 2017: für die Single Strip That Down - Mexiko - 2022: für die Autorenbeteiligung Steal My Girl (One Direction) - Polen - 2019: für die Single For You - Spanien - 2024: für die Autorenbeteiligung Story of My Life (One Direction) 3× Platin-Schallplatte - Australien - 2020: für die Autorenbeteiligung Steal My Girl (One Direction) - Brasilien - 2024: für die Single Polaroid - 2024: für die Single Strip That Down - Neuseeland - 2024: für die Autorenbeteiligung Night Changes (One Direction) - 2024: für die Autorenbeteiligung Story of My Life (One Direction) 4× Platin-Schallplatte - Australien - 2020: für die Autorenbeteiligung Story of My Life (One Direction) - Kanada - 2017: für die Autorenbeteiligung Story of My Life (One Direction) - Neuseeland - 2023: für die Single Strip That Down 5× Platin-Schallplatte - Australien - 2018: für die Single Strip That Down - Norwegen - 2014: für die Autorenbeteiligung Story of My Life (One Direction) 6× Platin-Schallplatte - Australien - 2024: für die Autorenbeteiligung Night Changes (One Direction) 7× Platin-Schallplatte - Kanada - 2023: für die Single Strip That Down Diamantene Schallplatte - Brasilien - 2024: für die Single For You |

Anmerkung: Auszeichnungen in Ländern aus den Charttabellen bzw. Chartboxen sind in ebendiesen zu finden.
| Land/RegionAuszeichnungen für Musikverkäufe (Land/Region, Auszeichnungen, Verkäufe, Quellen) | Silber     | Gold       | Platin         | Diamant  | Verkäufe  | Quellen              |
| -------------------------------------------------------------------------------------------- | ---------- | ---------- | -------------- | -------- | --------- | -------------------- |
| Australien (ARIA)                                                                            | —          | 2× Gold2   | 24× Platin24   | —        | 1.750.000 | aria.com.au          |
| Belgien (BRMA)                                                                               | —          | 2× Gold2   | —              | —        | 30.000    | ultratop.be          |
| Brasilien (PMB)                                                                              | —          | 3× Gold3   | 8× Platin8     | Diamant1 | 540.000   | pro-musicabr.org.br  |
| Dänemark (IFPI)                                                                              | —          | 2× Gold2   | 7× Platin7     | —        | 630.000   | ifpi.dk              |
| Deutschland (BVMI)                                                                           | —          | 2× Gold2   | 3× Platin3     | —        | 1.450.000 | musikindustrie.de    |
| Frankreich (SNEP)                                                                            | —          | 2× Gold2   | —              | —        | 166.666   | snepmusique.com      |
| Griechenland (IFPI)                                                                          | —          | —          | 2× Platin2     | —        | 40.000    | Einzelnachweise      |
| Irland (IRMA)                                                                                | —          | —          | 2× Platin2     | —        | 30.000    | Einzelnachweise      |
| Italien (FIMI)                                                                               | —          | 3× Gold3   | 4× Platin4     | —        | 295.000   | fimi.it              |
| Japan (RIAJ)                                                                                 | —          | Gold1      | Platin1        | —        | 200.000   | riaj.or.jp           |
| Kanada (MC)                                                                                  | —          | 4× Gold4   | 18× Platin18   | —        | 1.600.000 | musiccanada.com      |
| Mexiko (AMPROFON)                                                                            | —          | 5× Gold5   | 5× Platin5     | —        | 450.000   | amprofon.com.mx      |
| Neuseeland (RMNZ)                                                                            | —          | 4× Gold4   | 12× Platin12   | —        | 390.000   | radioscope.co.nz NZ2 |
| Norwegen (IFPI)                                                                              | —          | —          | 6× Platin6     | —        | 110.000   | ifpi.no              |
| Österreich (IFPI)                                                                            | —          | Gold1      | —              | —        | 15.000    | ifpi.at              |
| Philippinen (PARI)                                                                           | —          | —          | Platin1        | —        | 15.000    | Einzelnachweise      |
| Polen (ZPAV)                                                                                 | —          | 4× Gold4   | 3× Platin3     | —        | 175.000   | olis.pl              |
| Portugal (AFP)                                                                               | —          | Gold1      | 2× Platin2     | —        | 25.000    | Einzelnachweise      |
| Schweden (IFPI)                                                                              | —          | 3× Gold3   | Platin1        | —        | 140.000   | sverigetopplistan.se |
| Schweiz (IFPI)                                                                               | —          | Gold1      | —              | —        | 15.000    | hitparade.ch         |
| Spanien (Promusicae)                                                                         | —          | 7× Gold7   | 3× Platin3     | —        | 360.000   | elportaldemusica.es  |
| Vereinigte Staaten (RIAA)                                                                    | —          | 3× Gold3   | 7× Platin7     | —        | 8.500.000 | riaa.com             |
| Vereinigtes Königreich (BPI)                                                                 | 2× Silber2 | 3× Gold3   | 13× Platin13   | —        | 9.430.000 | bpi.co.uk            |
| Insgesamt                                                                                    | 2× Silber2 | 53× Gold53 | 122× Platin122 | Diamant1 |           |                      |